# SDC San Antonio
SDC San Antonio (pełna nazwa: Sociedad Deportiva Cultural San Antonio) – męski klub piłki ręcznej z Hiszpanii. Powstały w 1955 roku w Pampelunie. Klub występował w hiszpańskiej Liga ASOBAL. Od sezonu 2009/2010 występował w nim reprezentant Polski Mariusz Jurkiewicz. Klub został rozwiązany w 2013 roku.

## Nazwy klubu
- 1968-1969 – Kaiku San Antonio
- 1971-1972 – Werner San Antonio
- 1972-1977 – Schweppes San Antonio
- 1978-1979 – Reynolds San Antonio
- 1979-1980 – Ronkari San Antonio
- 1980-1981 – Chistu San Antonio
- 1981-1982 – Berberana San Antonio
- 1982-1983 – Vinos de Navarra San Antonio
- 1983-1984 – Garsa San Antonio
- 1984-1987 – Larios San Antonio
- 1987-1989 – Espárragos de Navarra San Antonio
- 1989-1993 – Mepamsa San Antonio
- 1993-1994 – Proedina San Antonio
- 1994-1995 – Ariston San Antonio
- 1995-1997 – Lagun Aro San Antonio
- 1997-2009 – Cementos Portland San Antonio
- 2009-2010 – Reyno de Navarra San Antonio
- 2010-2013 – AMAYA Sport San Antonio

## Sukcesy
- Puchar króla:  (2x) 1999, 2001
- Superpuchar Europy:  (1x) 2000
- Mistrzostwo Hiszpanii:  (2x) 2002, 2005
- Wicemistrzostwo Hiszpanii:  1999, 2000
- Superpuchar Hiszpanii:  (3x) 2001, 2002, 2005
- Liga Mistrzów:  (1x) 2001

## Kadra zawodnicza

### Sezon 2009-2010
| Nr. | Narodowość           | Nazwisko                | Pozycja |
| --- | -------------------- | ----------------------- | ------- |
| 1   | Bośnia i Hercegowina | Malik Beširević         | BR      |
| 3   | Hiszpania            | Gedeón Guardiola        | K       |
| 5   | Hiszpania            | Niko Mindeguia          | ŚR      |
| 6   | Hiszpania            | Arkaitz Vargas          | LR      |
| 8   | Hiszpania            | Ion Belaustegui         | PR      |
| 10  | Chorwacja            | Davor Dominiković       | LR      |
| 11  | Hiszpania            | Carlos Ruesga           | ŚR      |
| 12  | Serbia               | Radivoje Ristanović     | BR      |
| 13  | Hiszpania            | Fernando Hernández      | PS      |
| 14  | Hiszpania            | Eloy González           | K       |
| 15  | Hiszpania            | Adrian Crowley          | LS      |
| 17  | Hiszpania            | Santi Urdiales          | LS      |
| 19  | Hiszpania            | Cristian Malmagro       | PR      |
| 20  | Polska               | Mariusz Jurkiewicz      | LR      |
| 21  | Hiszpania            | Víctor Álvarez          | ŚR      |
| 22  | Serbia               | Ratko Nikolić           | K       |
| 77  | Serbia               | Ivan Nikčević           | LS      |
| 88  | Hiszpania            | Alberto Aguirrezabalaga | PS      |